# Balša Brković
Balša Brković (srbska cirilica: Балша Брковић), črnogorski književnik, esejist, literarni in gledališki kritik, * 25. april 1966, Titograd (danes Podgorica), Črna gora. 

## Življenjepis
Končal je Filološko fakulteto v Beogradu, študij Obče književnosti in literarne teorije. Urednik rubrike za kulturo časopisa Vijesti v Podgorici. Član je Črnogorskega PEN centra in Crnogorskog društva nezavisnih književnika ter redakcije revij Ars in Gest. Njegov oče Jevrem Brković je prav tako znani črnogorski književnik. Je prepričan anarhist in črnogorski nacionalist.
Predstavnik mlade generacije črnogorske poezije in proze, v literarni kritiki imenovana nova črnogorska proza. 

## Dela
- Konji jedu breskve (pesmi, 1985),
- Filip boje srebra (pesmi, 1991),
- Rt Svete Marije (pesmi, 1993),
- Contrapposto (pesmi, 1998),
- Dvojenje (pesmi, 2001),
- Privatna galerija (roman, 2002) - prevod v slovenščino: Privatna galerija, Društvo Apokalipsa, Ljubljana, 2006: prevajalec: Iztok Osojnik.

## Nagrade
Za roman Privatna galerija je prejel trienalno nagrado Miroslavljevo jevanđelje za najboljšo knjigo leposlovne proze v Srbiji in Črni gori v letih 2001-2003.
1. ↑  data.bnf.fr: platforma za odprte podatke — 2011.